# Поляне-при-Стичні
Поляне-при-Стичні (словен. Poljane pri Stični) — поселення в общині Іванчна Гориця, Осреднєсловенський регіон, Словенія. Висота над рівнем моря: 637,1 м.